# Sette Cama
Sette Cama – wioska w Gabonie, w prowincji Ogowe Nadmorskie. Położona jest na półwyspie wciśniętym pomiędzy Ocean Atlantycki a Lagunę Ndogo. W XVI wieku, był to główny kolonialny europejski port morski do handlu drzewem i kością słoniową.